# Economie van het Verenigd Koninkrijk
Het Verenigd Koninkrijk is een welvarend land met een moderne diensteneconomie. Belangrijke sectoren zijn de financiële sector, die tot de grootste ter wereld behoort, en de oliesector, die olie uit de Noordzee wint.
In 2003 bedroeg het aandeel van diensten in het bruto binnenlands product 72,6%, terwijl de industrie 26,5% voor haar rekening nam en de landbouw 0,9%.

## Geschiedenis van de Britse economie
Het Verenigd Koninkrijk werd de eerste moderne economie ter wereld, toen het eind achttiende eeuw als eerste land ter wereld de industriële revolutie doormaakte. Het Verenigd Koninkrijk was in de eerste helft van de negentiende eeuw de economische grootmacht van de wereld. In zowat alle sectoren was het de leidende economie en veel producten werden gemaakt in het Verenigd Koninkrijk. In de tweede helft van de negentiende eeuw kreeg het Verenigd Koninkrijk concurrentie van opkomende economieën als Duitsland, de Verenigde Staten en Japan. De Britse economie verloor dan ook marktaandeel, al bleef ze wel de dominantste economie ter wereld, totdat de Eerste Wereldoorlog een zware wissel trok op de Britse economie. 
Ook na de Eerste Wereldoorlog bleef de Britse economie een belangrijke economische speler op wereldschaal, mede dankzij de Britse koloniën. Desondanks had de Britse economie het moeilijk tijdens het interbellum. In deze tijd haalden de Verenigde Staten het Verenigd Koninkrijk in als grootste en belangrijkste economie van de wereld.

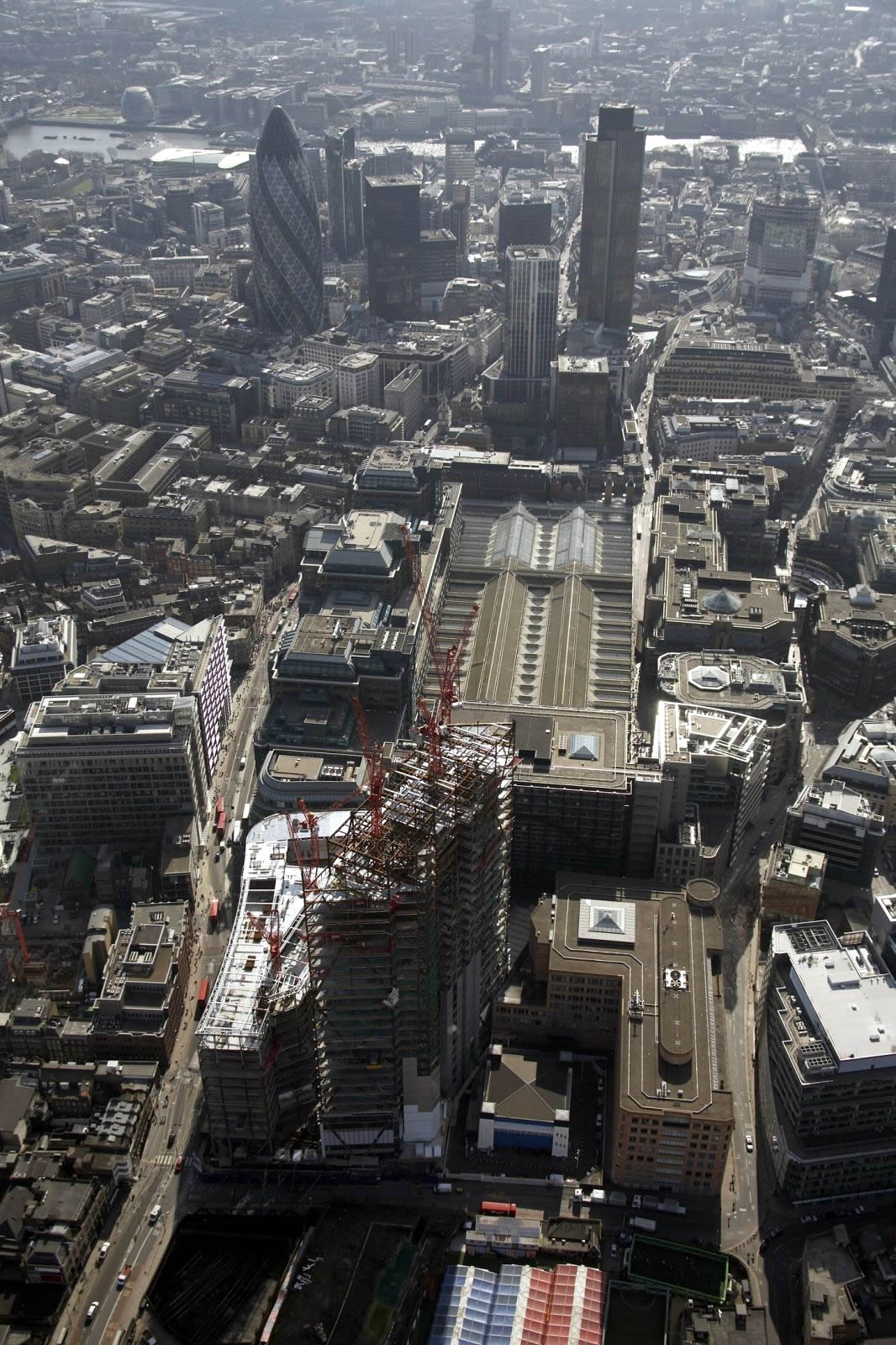
Skyline van Londen, financieel hart van het Verenigd Koninkrijk

Net als economieën in de rest van de wereld werd de Britse economie in de jaren '30 van de twintigste eeuw getroffen door de Grote Depressie, die het gevolg was van de beurscrash van 1929 in de Verenigde Staten. Als gevolg van de beurscrash trokken veel berooide Amerikaanse investeerders hun geld terug, waardoor de Britse economie in een depressie terechtkwam. Ook andere economieën hadden met kapitaalvlucht te maken. Het Verenigd Koninkrijk verliet de gouden standaard en in 1931 werd een regering van nationale eenheid gevormd, die de economische problemen het hoofd moest bieden. Gedurende de hele jaren dertig zou de economie slecht presteren en werden er bedrijven gesloten. Dit leidde met name in het industriële noorden van Engeland tot veel ellende.
Ook de Tweede Wereldoorlog bracht veel (materiële) schade toe aan de economie, maar de Britse economie, in 1946 nog steeds de rijkste van Europa, herstelde zich goed van de Tweede Wereldoorlog als gevolg van de door de Verenigde Staten toegekende Marshallhulp en de dekolonisatie. Eind jaren '40 werden, geheel in de geest van het Keynesianisme, veel Britse bedrijven genationaliseerd door de Labour-regering van Clement Attlee. De overheid ging zich sindsdien actief bemoeien met de economie, aangezien een klassieke benadering (laissez-faire) van de economische problemen, die de Grote Depressie met zich meebracht, niet had geholpen. Tevens werd er een systeem van sociale zekerheid ingevoerd.
Het verliezen van koloniën en de lastendruk, die de welvaartsstaat met zich meebracht zorgden aan het einde van de jaren '60 voor nieuwe economische problemen: de economische groei bleef achter bij die van economieën op het Europese vasteland en de Britse economie kreeg te maken met een hoge inflatie. In de jaren '70 werden de problemen verergerd door de oliecrisis, die ervoor zorgde dat de inflatie steeg en de economie in een recessie kwam. Er ontstond werkloosheid en ook nu waren het de noordelijke industrieregio's, die het zwaarst onder de recessie te lijden hadden.
In 1973 trad het Verenigd Koninkrijk toe tot de Europese Economische Gemeenschap. De regering durfde echter geen economische hervormingen door te voeren, terwijl iedereen wist dat hervormingen noodzakelijk waren. Eind jaren 70 brokkelde de steun voor de Labour-regering van James Callaghan zowel binnen als buiten het parlement af en werd regeren steeds moeilijker. Het is tegen deze economische en politieke achtergrond, dat Margaret Thatcher op 3 mei 1979 de verkiezingen won. Zij begon meteen met het doorvoeren van hervormingen in neoklassieke zin. De bemoeienis van de staat met de economie werd teruggebracht en begin jaren '80 werden de meeste staatsbedrijven geprivatiseerd. Thatchers hervormingen pakten niet goed uit voor oude en inefficiënte bedrijven in het noorden van Engeland en het Verenigd Koninkrijk deïndustrialiseerde. Hierdoor liep de werkloosheid verder op. De hervormingen van Thatcher riepen dan ook weerstand op van de vakbonden, wier macht ze wilde breken.
De grootste staking in de Britse geschiedenis tot dan toe vond plaats in 1984, toen mijnwerkers staakten tegen de regeringsplannen om de kolenmijnen te sluiten. De staking en de macht van de vakbonden werden gebroken. Halverwege de jaren 80 begonnen Thatchers hervormingen hun vruchten af te werpen. De Britse economie werd steeds meer een moderne diensteneconomie en begon weer te groeien. Toch was de welvaartsgroei ongelijk verdeeld. Vooral het zuiden van Engeland en Londen profiteerden van de nieuwe hoogconjunctuur, terwijl het noorden van Engeland achterbleef nu het geen industrieel hart meer had. In de jaren 90 werd Thatchers strakke monetaire beleid, dat gericht was op het bestrijden van inflatie, gehandhaafd en ook de regeringen van Tony Blair zetten haar beleid in iets gematigder vorm voort.

## Energievoorziening
Het Verenigd Koninkrijk produceerde 120 miljoen ton olie-equivalent (Mtoe) in 2016, kolen 2%, olie en gas 71%, kernenergie 16% en duurzame energie 11%. (1 Mtoe = 11,63 TWh, miljard kilowattuur.) Dat was niet genoeg voor de energievoorziening, het  TPES (total primary energy supply): 179 Mtoe. Het land importeerde 68 Mtoe fossiele brandstof meer dan het exporteerde.
Van de energie ging ongeveer 50 Mtoe verloren bij conversie, vooral bij elektriciteitsopwekking. 8 Mtoe werd gebruikt voor niet-energetische producten zoals smeermiddelen, asfalt en petrochemicaliën. Voor energie eindgebruikers resteerde 120 Mtoe waarvan 26 Mtoe = 300 TWh elektriciteit.
De uitstoot van kooldioxide was 370 megaton, dat is 5,6 ton per persoon. Het wereldgemiddelde was 4,4 ton per persoon.
In de periode 2012-2016 daalde het eindgebruik 2%. Zonne- en windstroom verdubbelde en leverde 16% van de elektriciteit aan eindgebruikers in 2016.
Albanië · Andorra · Azerbeidzjan · België · Bosnië en Herzegovina · Bulgarije · Cyprus · Denemarken · Duitsland · Estland · Finland · Frankrijk · Georgië · Griekenland · Hongarije · IJsland · Ierland · Italië · Kroatië · Letland · Liechtenstein · Litouwen · Luxemburg · Malta · Moldavië · Monaco · Montenegro · Nederland · Noord-Macedonië · Noorwegen · Oekraïne · Oostenrijk · Polen · Portugal · Roemenië · Rusland · San Marino · Servië · Slovenië · Slowakije · Spanje · Tsjechië · Turkije · Vaticaanstad · Verenigd Koninkrijk · Wit-Rusland · Zweden · Zwitserland